# ابرهای عجیب (آلبوم)
ابرهای عجیب (به انگلیسی: Strange Clouds) دومین آلبوم استودیویی از خواننده-ترانه‌سرای آمریکایی بی. او. بی است. این آلبوم شامل همکاری‌هایی با مورگان فریمن، تیلور سوئیفت، لیل وین، کریس براون، تی.آی.، نیکی میناژ و رایان تدر است.